# Ilex macropoda
Ilex macropoda — вид квіткових рослин з родини падубових.

## Морфологічна характеристика

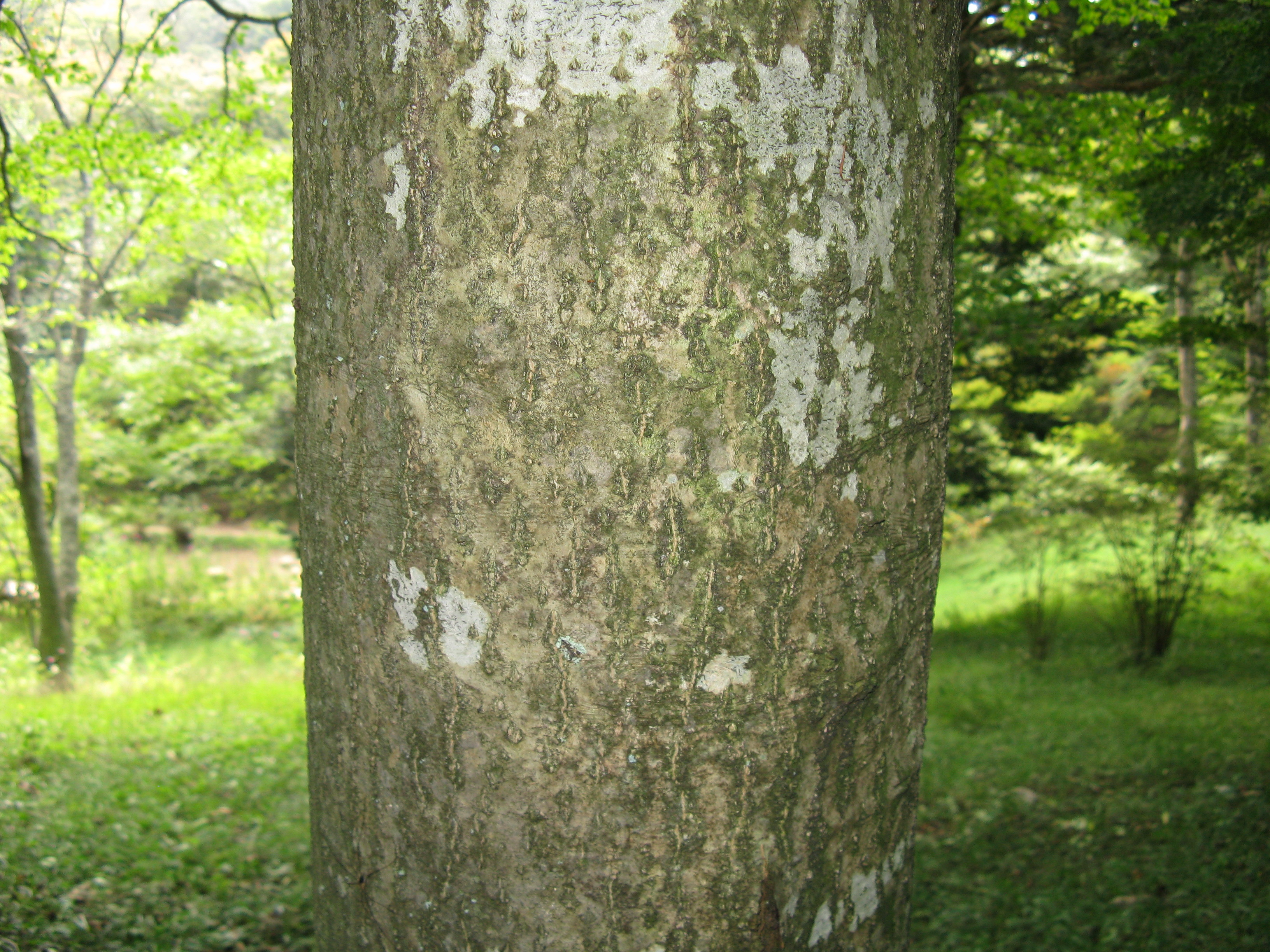

Це листопадне дерево 10–13(17) метри заввишки; кора сіро-коричнева, гладка. Гілочки сірі чи коричневі, поздовжньо кутасті, з помітними сочевичками, голі. Прилистки дрібні. Листова пластинка адаксіально (низ) зелена й гола чи рідко запушена, адаксіально гола за винятком жилок, яйцювата чи широко-еліптична, 4–8 × 2.5–4.5 см, край різко зазубрений, верхівка загострена чи гостра. Бувають чоловічі й жіночі суцвіття. Плід червоний, кулястий, ≈ 5 мм в діаметрі. Квітує рослина у травні та червні, плодить у жовтні й листопаді.

## Поширення
Ареал: пд.-цн. і пд.-сх. Китай, Японія, Південна й Північна Корея. Населяє змішані ліси, узлісся, хащі, узбіччя доріг, гори.

## Використання
З листя готують чай. 